# Donald DiFrancesco
Donald Thomas DiFrancesco (Scotch Plains, 20 novembre 1944) è un politico statunitense, governatore del New Jersey dal 2001 al 2002.
DiFrancesco, nel 2001 Presidente del Senato del New Jersey, assunse le funzioni di Governatore in sostituzione di Christine Todd Whitman, nominata Amministratore dell’EPA.